# Pseudometrický prostor
Pseudometrický prostor je matematická struktura zobecňující pojem metrického prostoru. Pseudometrický prostor je definován jako metrický prostor, ve kterém mohou existovat dva různé body s nulovou vzdáleností.

## Definice
Pseudometrický prostor je uspořádaná dvojice {\displaystyle (X,d)}, kde X je neprázdná množina a d je zobrazení {\displaystyle d:X^{2}\to \mathbb {R} } na uspořádaných dvojicích prvků X, nazývané pseudometrika na X, pro které jsou splněny následující podmínky:
1. {\displaystyle d(x,y)\geq 0} a {\displaystyle x=y\Rightarrow d(x,y)=0}.
2. {\displaystyle d(x,y)=d(y,x)\,} (symetrie).
3. {\displaystyle d(x,y)\leq d(x,z)+d(z,y)} (trojúhelníková nerovnost).